# Enigma terwielii
Enigma terwielii is een borstelworm uit de familie van de Flabelligeridae. De wetenschappelijke naam van de soort werd in 1824 gepubliceerd door Bertrem.